# Geirrod (satèl·lit)
Geirrod (Saturn LXVI), provisionalment conegut com a S/2004 S 38, és un satèl·lit natural de Saturn. El seu descobriment va ser anunciat per Scott S. Sheppard, David C. Jewitt i Jan Kleyna el 8 d'octubre de 2019 a partir d'observacions realitzades entre el 12 de desembre de 2004 i el 22 de març de 2007. Va rebre la seva designació permanent l'agost de 2021. El 24 d'agost de 2022, va rebre el nom oficial de Geirröðr, un jötunn de la mitologia nòrdica. És un enemic de Thor i el mata.
Geirrod té uns 4 quilòmetres de diàmetre i orbita Saturn a una distància mitjana de 21,908 Gm en 1.211,02 dies, amb una inclinació de 154° respecte a l'eclíptica, en direcció retrògrada i amb una excentricitat de 0,437.